# Giovanni (Vampiro: la mascarada)
Los Giovanni son un clan de vampiros del juego de rol Vampiro: la mascarada, ambientado en el Mundo de Tinieblas. Son de origen italiano, de Venecia en concreto, y provienen de la misma familia. Su símbolo es el sello Giovanni, un grabado con la letra «G» enmarcada en un cuadrado con florituras, posiblemente renacentista.

## Descripción
En el Mundo de Tinieblas, universo de ficción del juego, los Giovanni provienen de Italia. No sólo constituyen un clan sino una gran familia, pues todos sus miembros ya formaban parte de la familia Giovanni antes de ser abrazados (mordidos para ser convertidos en vampiros). Este estrecho lazo familiar suele llevar a relaciones incestuosas, pero se suele ignorar. Estos vástagos son leales al clan, pues antes de ser abrazados pasan por un período de aspirante, en el que son convertidos en ghouls, y se les da la oportunidad de demostrar su valía al clan. Los que lo hacen de forma destacable son abrazados. Los que no pasan de ser aceptables, se mantienen en su estado de ghoul. En cambio los que fallan o no son leales a la familia, son castigados con la muerte. Acto seguido se usan los poderes de la Nigromancia para traerlos de vuelta como wraiths (espíritus o fantasmas) y se dispone entonces de ellos de la forma que parezca más adecuada a sus amos.
Desde sus comienzos, el clan ha estudiado la nigromancia, obteniendo un gran poder sobre los muertos. Su poder se extiende al ámbito de los vivos por medio de su gran influencia económica y política.

## Historia
La historia del clan comienza en el siglo X, cuando Augustus fue abrazado por Cappadocius, antediluviano del clan Capadocio, en el templo de Erciyes. Al ver que su sire había perdido la cordura, creyendo haber encontrado la forma de volverse Dios, llevó a cabo una confabulación cuyos principales aliados eran los Ventrue, que culminó con la diablerie de Cappadocius en el siglo XV. Tras esto, se comenzó a exterminar a los Capadocios y a sus ayudantes de la línea de sangre llamada Lamia, de hecho el diabolizar al líder de este clan le otorgó el beso letal a su clan.
Desde enctonces se mantuvo tranquilo. Pero Augustus descubrió los planes de Cappadocius para unir el cielo y la tierra, aunque también se dio cuenta de que realmente esa era una manera de unir la tierra con el más allá, derrumbando el manto, y dejando que los wraiths volvieran al mundo real. Como expertos en nigromancia podrían contolarlos, aunque con dificultad, pero necesitaban recolectar millones de almas, de modo que comenzó a desarrollar planes para esto.
La situación y sus planes, llevaron a que los demás clanes se alzaran en su contra, así en 1528, se llegó a un aucerdo, según el cual, los Giovanni no entrarían en la Yihad, y se les dejaría ocuparse de sus asuntos.
Más adelante un vástago llamado el Capuchino se alía con el clan y le habla a Augustus sobre el Verdadero Recipiente, una vasija donde se había guardado una parte de la sangre de Cappadocius. De esta forma aunque lo había diabolizado, su alma había escapado. El Recipiente se encontraba en Erciyes, pero Claudius había destruido el templo. En un ataque de ira, Augustus llamó a su chiquillo, y tras una gran batalla lo destruyó, y dio los restos de su cuerpo al Capuchino; nadie sabe lo que hizo con ellos.
El Capuchino es en realidad Lázaro, chiquillo de Cappadocius, que juró venganza, creía que el Recipiente contenía la sangre mortal de Augustus, y que este al beberla, volvería a ser mortal y moriría.
Luego el clan se extendió en todos los campos. Respecto al Recipiente, una criatura con la apariencia de un muerto medio descompuesto, de la línea de sangre Samedi, llamado «el Barón» dice haberse topado con lo que según un amigo suyo, el Capuchino, era el Verdadero Recipiente, pero lo perdió a manos de un grupo de Setitas. Para sorpresa de todos, Augustus lo dejó marcharse sin problemas.
En el presente el clan sigue acumulando poder, esperando el momento adecuado. Este clan, además de su poder e influencia, tiene otra ventaja: mientras los demás clanes temen el despertar de su fundadores, el suyo sigue ayudando al clan, de forma que nadie dentro del clan debe temerle.

## Debilidad
El origen de la debilidad Giovanni no está muy claro, aunque algunos lo atribuyen a una maldición del Matusalén Japheth o de la antigua Lamia. En cualquier caso, al contrario que los demás Vástagos, el Beso Giovanni no provoca éxtasis, sino dolor, y a efectos de juego cuando se alimentan de un recipiente vivo le causan el doble de daño.

## Disciplinas
- Dominación: permite a los vampiros influir en las mentes y actos ajenos, imponiendo su voluntad sobre la de sus víctimas. Sin embargo, el grado de poder está limitado por la Generación de quien la utiliza y la voluntad del objetivo.[3]
- Nigromancia:influye sobre aspectos de la muerte y el Inframundo. A lo largo del tiempo han surgido diversos poderes nigrománticos, primero desarrollados por los Capadocios, y posteriormente por los vampiros del Clan Giovanni, especialmente dotados en la comunicación y control de los fantasmas y espectros del Inframundo.[4]
- Potencia: proporciona una fuerza física inhumana.[5]